# شعر وصفي
الشعر الوصفي هو الاسم الذي يطلق على فئة من الأدب تنتمي إلى القرون السادس عشر والسابع عشر والثامن عشر في أوربة. أما في الشعر العربي فقد وصفه ابن طبابا في كتابه عيار الشعر. انظر المرجع للمزيد.